# Australian FAI IndyCar Grand Prix 1993
Australian FAI IndyCar Grand Prix 1993 var ett race som var säsongspremiären i PPG IndyCar World Series 1993. Racet kördes den 21 mars på Surfers Paradise gator. Nigel Mansell gjorde sin debut i serien och tog hem vinsten. 1992 års världsmästare i formel 1 fick hårt motstånd av en av startfätets bägge andra formel-mästatre, nämligen Emerson Fittipaldi, som slutade på andra plats. Regerande mästaren Bobby Rahal blev sexa i sin första tävling med Rahal-Hogan Racings egna chassin.

## Slutresultat
| Plats | Förare             | Team                     | Grid | Kvaltid  |
| ----- | ------------------ | ------------------------ | ---- | -------- |
| 1     | Nigel Mansell      | Newman/Haas Racing       | 1    | 1.38,555 |
| 2     | Emerson Fittipaldi | Marlboro Team Penske     | 2    | 1.38,882 |
| 3     | Robby Gordon       | A.J. Foyt Enterprises    | 4    | 1.39,435 |
| 4     | Mario Andretti     | Newman/Haas Racing       | 5    | 1.39,739 |
| 5     | Arie Luyendyk      | Chip Ganassi Racing      | 6    | 1.39,739 |
| 6     | Bobby Rahal        | Rahal-Hogan Racing       | 26   | -        |
| 7     | Eddie Cheever      | Turley Motorsports       | 15   | 1.41,848 |
| 8     | Raul Boesel        | Dick Simon Racing        | 8    | 1.40,488 |
| 9     | Teo Fabi           | Hall/VDS Racing          | 12   | 1.41,066 |
| 10    | Scott Goodyear     | Walker Racing            | 7    | 1.40,127 |
| 11    | Hiro Matsushita    | Walker Racing            | 24   | 1.46,342 |
| 12    | Stefan Johansson   | Bettenhausen Motorsports | 17   | 1.43,908 |
| 13    | Danny Sullivan     | Galles Racing            | 20   | 1.44,958 |
| 14    | Gary Brabham       | Dick Simon Racing        | 19   | 1.44,351 |
| 15    | Al Unser Jr.       | Galles Racing            | 13   | 1.41,180 |
| 16    | Scott Brayton      | Dick Simon Racing        | 10   | 1.40,980 |
| 17    | Ross Bentley       | Dale Coyne Racing        | 21   | 1.45,213 |
| 18    | Mark Smith         | Arciero Racing           | 11   | 1.40,922 |
| 19    | Roberto Guerrero   | Budweiser King Racing    | 14   | 1.41,485 |
| 20    | Buddy Lazier       | Leader Cards Racing      | 24   | 1.46,970 |
| 21    | Paul Tracy         | Marlboro Team Penske     | 3    | 1.39,171 |
| 22    | Marco Greco        | Sovereign Racing         | 25   | 1.48,068 |
| 23    | Robbie Buhl        | Dale Coyne Racing        | 16   | 1.43,311 |
| 24    | Jimmy Vasser       | Hayhoe Racing            | 9    | 1.40,645 |
| 25    | Andrea Montermini  | Euromotorsport           | 22   | 1.46,224 |
| 26    | Andrea Chiesa      | Euromotorsport           | 18   | 1.43,985 |